# Richardt Strauss
Conrad Richardt Strauss (Pretoria, 29 gennaio 1986) è un ex rugbista a 15 sudafricano con cittadinanza irlandese, che è stato 17 volte internazionale per l'Irlanda, giocando nel ruolo di tallonatore.

## Biografia
Cresciuto a Bloemfontein, Richardt Strauss è fratello maggiore di Andries e cugino di Adriaan Strauss, a sua volta giocatore internazionale.
Formatosi nelle giovanili della provincia del Free State, vinse con il Sudafrica Under-19 il campionato del mondo di categoria nel 2005.
Vinta la Currie Cup 2006 con i Free State Cheetahs, esordì in Super Rugby nello stesso anno con la franchise dei Cheetahs in cui rimase fino al 2009.
Nel 2009 si trasferì nell'Emisfero Nord in Irlanda al Leinster.
Con la franchise dublinese Strauss si laureò due anni consecutivi campione d'Europa, nel 2010-11 e 2011-12 prima di divenire idoneo a rappresentare l'Irlanda a livello internazionale per la regola dei tre anni di permanenza in una Federazione senza incontri internazionali da quella di provenienza.
Richardt Strauss esordì in nazionale irlandese il 10 novembre 2012 a Dublino proprio contro il Sudafrica, e l'avversario che dovette affrontare in mischia fu suo cugino Adriaan, anch'egli tallonatore.
Al biennio di successi europei con Leinster ne seguì un altro in Pro12 con la vittoria in due edizioni consecutive del torneo ex celtico, nel 2012-13 e 2013-14, in quest'ultima edizione impiegato a mezzo servizio a causa di un'operazione chirurgica al cuore che lo tenne tre mesi lontano dai campi; nel 2015 prese parte alla Coppa del Mondo in Inghilterra.
Dal 2 settembre 2015 Strauss è anche cittadino irlandese.

## Palmarès
- Pro14: 3
Leinster: 2012-13, 2013-14, 2017-18
- Heineken Cup: 2
Leinster: 2010-11, 2011-12
- Challenge Cup: 1
Leinster: 2012-13
- Currie Cup: 1
F.S. Cheetahs: 2006